# Bob Jackson (Fußballspieler, 1896)
James Robert „Bob“ Jackson (* 14. April 1896 in Farnworth; † Mai 1968) war ein englischer Fußballspieler und -trainer. Als Cheftrainer des FC Portsmouth führte er den Klub in den Jahren 1949 und 1950 zu zwei englischen Meisterschaften in Serie.

## Karriere
Jackson verbrachte seine aktive Fußballerkarriere hauptsächlich im Non-League football, in dem er über 400 Tore geschossen haben soll. In seiner Familie war zudem das Interesse an dem Sport breit gestreut und so war sein Bruder Billy Jackson Erstligaspieler bei Vereinen wie Leeds United, West Ham United, dem FC Chelsea und Leicester City. Bob Jackson selbst wechselte im Oktober 1922 vom FC Darwen aus der Lancashire Combination zum FC Bury in die Football League Second Division. Dort kam er jedoch zu keinem Profiligaeinsatz, bevor er im fortgeschrittenen Alter von 28 Jahren zur Saison 1924/25 bei den Tranmere Rovers einen weiteren Profianlauf in der drittklassigen Football League Third Division North nahm. Dorthin war er erneut aus der Lancashire Combination gewechselt, mit der Empfehlung von 17 Saisontoren bis zum Jahresende für Lancaster Town. Bei Tranmere war Jackson hinter dem aufstrebenden Dixie Dean Ersatzmann, bevor er nach dessen Abgang zum FC Everton im Frühjahr 1925 sechs Ligaeinsätze als Mittelstürmer absolvierte. Sein einziges Tor verzeichnete er bei der 1:6-Niederlage gegen Grimsby Town. Unglücklicherweise musste er bereits kurze Zeit später verletzungsbedingt seine Profilaufbahn wieder beenden und nach der Rückkehr nach drei Jahren im Sommer 1925 zum FC Darwen ging es für ihn bereits im Januar 1926 Wechsel weiter zum FC Chorley – für Darwen hatte er bis dahin bereits 22 Saisontore geschossen, davon elf in den drei Partien vor seinem Wechsel. Nach dem Ende seiner aktiven Karriere arbeitete er elf Jahre als Scout für die Bolton Wanderers und nach einer kurzen Phase als Kotrainer der „Trotters“ übernahm er im Jahr 1945 das Cheftraineramt bei Worcester City in der Southern League.
Im Sommer 1946 wechselte Jackson mit Wiederaufnahme des Spielbetriebs in der Football League zum Erstligisten FC Portsmouth, arbeitete dort zunächst als Scout und wurde fortan neben dem Cheftrainer Jack Tinn und Übungsleiter Jimmy Stewart zum entscheidenden Faktor für den Nachkriegserfolg. Der Klub machte sich bei der Rekrutierung von Spielern den Status von Portsmouth als bedeutender Marine- und Armeestützpunkt zu Nutze. Nach dem Rücktritt von Jack Tinn im Jahr 1947 folgte ihm Jackson as neuer Cheftrainer von „Pompey“ nach. Er etablierte sich als „populäre Vaterfigur“, wobei er nach Aussage des Torhüters Ernie Butler mehr mit den Vereinsdirektoren als den Spielern kommunizierte und den Fokus auf administrative Aufgaben legte. Für das Training selbst war Stewart zuständig und an Spieltagen steckte er nur kurz seinen Kopf durch die Kabinentür, um der Mannschaft viel Glück zu wünschen. Er galt explizit als kein Freund von „Star-Spielern“ und wurde mit den Worten „In Fratton können wir wegen unserer Kameradschaft ohne sie gewinnen“ zitiert. Bereits seine erste Verpflichtung des Mittelstürmers Ike Clarke war ein wichtiger Baustein für die kommenden Erfolg und über den achten Platz in der Debütsaison 1947/48 gewann er in den Jahren 1949 und 1950 zwei englische Meisterschaften in Folge. Maßgeblicher Faktor in Jacksons Mannschaft war neben dem Kapitän Reg Flewin die Torausbeute von Ike Clarke und Peter Harris, wodurch das Team bis Oktober 1948 in 13 Spielen ungeschlagen blieb. Jackson ließ das damals populäre WM-System spielen und dass damit die ausreichende Balance zwischen Defensive und Offensive gefunden wurde, erkannte man daran, dass zum Ende der Spielzeit 1948/49 sowohl die wenigsten Gegentore und die meisten eigenen Tore zu Buche standen. Ein bitterer Nachgeschmack war jedoch die verpasste Chance zum Double aufgrund einer unerwarteten 1:3-Halbfinalniederlage im FA Cup gegen den Zweitligisten Leicester City. Dennoch befand sich der Verein auf einem Höhepunkt seiner Popularität und in der Saison 1949/50, als regelmäßig mehr als 50.000 Zuschauer in den Fratton Park pilgerten, gelang die Titelverteidigung – letztlich aufgrund des besseren Torquotienten gegenüber den Wolverhampton Wanderers. In den beiden anschließenden Jahren blieb Portsmouth unter Jackson im Meisterschaftskampf letztlich chancenlos und so zog der Meistertrainer 1952 weiter zum Zweitligisten Hull City.
In den drei Jahren kam Jackson mit seinem neuen Team aus Kingston upon Hull nicht über die untere Tabellenhälfte hinaus. Verantwortlich dafür waren gleichsam Verletzungsprobleme in der Mannschaft als auch eine Reihe von missglückten Transferentscheidungen. Er verwickelte sich häufig in Meinungsverschiedenheiten mit dem Präsidium und nach einem enttäuschenden 19. Rang in der Saison 1954/55 stellte ihn der Klub frei. Als mit Bob Brocklebank unmittelbar darauf ein neuer Trainer mit der Teambetreuung beauftragt wurde, klagte Jackson aufgrund seines noch gültigen Vertrags gegen diese de-facto-Entlassung. Die Verhandlung war für Juni 1956 angesetzt, aber wenige Minuten vor der Verhandlung einigten sich die Parteien auf einen Vergleich. Jackson wendete sich danach vom Fußballgeschäft ab und verstarb im Mai 1968 im Alter von 72 Jahren.

## Titel/Auszeichnungen
- Englischer Fußballmeister (2): 1949, 1950
- Charity Shield (1): 1949 (geteilt)